# AviaInvest
AviaInvest (russisk: Авиаинвест) er et russisk planlægnings- og investeringsselskab grundlagt i 1991, som er underlagt eller fungerer i samarbejde med Ruslands Transportministerium.
Selskabet anvendes som et privat og offentligt redskab til udvikling af den russiske luftfartssektor, hvor den foretager investeringer i såvel flyselskaber som planlægning og udbygning af lufthavne.
Blandt selskabets investeringer er flyselskabet Aeroflot-Nord, hvor AviaInvest ejer 49% af aktierne, mens Aeroflot ejer en majoritet på 51%. Aeroflot-Nord var den 15. september 2008 involveret i en flyulykke med en af selskabets Boeing 737 fly på ruten mellem Moskva og Perm, som blev opereret med et Aeroflot-Nord-fly, og hvor Aeroflot Flight 821 forulykkede under indflyvning til Perm og alle 88 ombordværende mistede livet.

## Eksterne links
- AviaInvest – officiel website (russisk) Arkiveret 29. december 2007 hos  Wayback Machine